# Dimitri Reinderman
Dimitri Reinderman est un joueur d'échecs néerlandais né le 12 août 1972 à Hoorn. Grand maître international depuis 1998, il a remporté le championnat d'échecs des Pays-Bas en 2013.
Au 1er décembre 2018, il est le onzième joueur néerlandais avec un classement Elo de 2 585 points.

## Biographie et carrière
Lors du championnat du monde d'échecs junior de 1992, Dimitri Reinderman finit cinquième avec 8,5 points sur 13. La même année, il remporta la médaille de bronze au championnat d'Europe d'échecs junior avec 8 points sur 11.
En 1998, Reinderman remporta le tournoi de Wijk aan Zee dans le groupe B en 1998, ex æquo avec Rustam Qosimjonov et l'open du tournoi d'échecs de Hoogeveen. Il reçut le titre de grand maître international la même année. 
Lors du championnat du monde de la Fédération internationale des échecs 1999 à Las Vegas, il fut éliminé au premier tour par Boris Gulko.
Il a représenté les Pays-Bas lors du championnat d'Europe d'échecs des nations de 1999, remportant la médaille d'or individuelle à l'échiquier de réserve.
En 2008, il finit deuxième ex æquo du championnat d'échecs des Pays-Bas avant de remporter le titre national en 2013.